# Capilla Real de San Pedro de Alcántara
La Capilla Real de San Pedro de Alcántara es un edificio religioso situado en las cercanías de Arenas de San Pedro. La capilla primigenia que albergaba los restos de San Pedro de Alcántara se levantó en 1616, pero el inicio de la construcción de la estructura actual se produjo el 10 de julio de 1757, bajo el patrocinio de Carlos III y según planta y modelo de Ventura Rodríguez. Fue inaugurada en 1775 y constituye una copia exacta de la Capilla Real de Madrid. Es de planta octogonal y está revestida de mármoles, con grandes pilastras de mármol de orden corintio que sostienen la cornisa circular sobre la que se eleva la cúpula rematada con una linterna que está decorada con rosetones en relieve, ángeles, coronas y palmas de laurel entrelazadas. Toda la obra de ornamentación fue realizada por Francisco Sabatini.